# Jochen Alexander Freydank
Jochen Alexander Freydank (* 15. September 1967 in Ost-Berlin) ist ein deutscher Regisseur. 2009 erhielt er für seinen Film Spielzeugland einen Oscar.

## Leben
Freydank begann Anfang der 1990er-Jahre als Filmeditor und Regieassistent bei verschiedenen Fernseh- und Filmproduktionen. Nachdem er fünf Mal von den Filmhochschulen in Berlin und Potsdam abgelehnt wurde, produzierte er seine ersten Kurzfilme selbst. So inszenierte er 1999 die makabre Komödie Glückliches Ende, 2001 Notfall, sowie 2002 die Kurzfilmsatire Dienst. Der Film hatte seine Weltpremiere auf dem Montreal World Film Festival.
Nach zweijähriger Vorarbeit verwirklichte Freydank Spielzeugland, der über 30 internationale Preise gewann. Im Februar 2009 wurde Spielzeugland mit dem Oscar ausgezeichnet.
Parallel zu seiner Arbeit als Regisseur schrieb Freydank Drehbücher für die Krimireihe Polizeiruf 110 und Serien wie Medicopter 117 – Jedes Leben zählt und Klinikum Berlin Mitte – Leben in Bereitschaft. Von 2007 bis Mitte 2009 war Freydank als Produzent für die Kinderserie Endlich Samstag! des Bayerischen Rundfunks und die ARD-Serie In aller Freundschaft tätig. Freydank führte Regie bei Werbe- und Imagefilmen, inszenierte Theaterstücke, so die Komödie Johnny Chicago mit Kurt Krömer an der Berliner Volksbühne.
2010 drehte er mit Heimatfront seinen ersten Tatort für die ARD
Es folgte 2011 die Tragikomödie Und weg bist du für Sat.1 die mit dem Bayerischen Fernsehpreis für die beste Regie ausgezeichnet wurde.
2013 inszenierte Freydank mit Allmächtig einen weiteren Tatort.
Freydank realisierte 2013/2014 den Kinofilm Kafkas Der Bau nach der gleichnamigen Erzählung von Franz Kafka, den er auch produzierte und zu dem er das Drehbuch schrieb. Der Film mit Axel Prahl hatte am 4. Oktober 2014 auf dem Busan International Film Festival seine Weltpremiere und im Wettbewerb des Warsaw International Film Festival seine Europapremiere.
2014 inszenierte er nach eigenem Drehbuch die melancholische Komödie Große Fische, kleine Fische für das ZDF mit Uwe Ochsenknecht und Dietmar Bär in den Hauptrollen. 2015 folgten mit Engelmacher, Der wilde Sven und Zorn – Wie sie töten  drei weitere Kriminalfilme für die ARD. 2016 drehte Freydank einen Polizeiruf 110 aus Magdeburg und einen Usedom-Krimi mit dem Titel Trugspur. Im Jahre 2017 entstanden unter seiner Regie zwei Filme der neuen ARD-Reihe Der Barcelona-Krimi.
Im selben Jahr verfilmte er Das Joshua-Profil nach einem Roman von Sebastian Fitzek.
2019 folgte mit Dein Leben gehört mir ein Thriller für Sat.1.
Die von Jochen Freydank inszenierte Miniserie Du sollst nicht lügen mit Barry Atsma und Felicitas Woll wurde im Februar 2021 ausgestrahlt und als beste Serie für den Jupiter Award nominiert.  Es folgte 2020 eine weitere Literaturadaption mit Zero nach dem gleichnamigen Roman von Marc Elsberg mit Heike Makatsch in der Hauptrolle. 2021 inszenierte Freydank die Serie Herzogpark, eine Komödie.
2022 realisierte er nach eigenem Drehbuch den Zweiteiler Riesending - Jede Stunde zählt über die Rettung eines verunglückten Höhlenforschers in den Alpen. Die internationale Koproduktion (Deutschland/Österreich/Schweiz/Kroatien) wurde für einen Grimme-Preis für das beste Lichtdesign nominiert und ist seit Juli 2023 bei Netflix zu sehen.
Jochen Alexander Freydank ist Mitglied der Academy of Motion Picture Arts and Sciences.

## Filmografie (Auswahl)
- 1999: Glückliches Ende (Kurzfilm)
- 2001: Notfall (Kurzfilm)
- 2002: Dienst (Kurzfilm)
- 2007: Spielzeugland (Kurzfilm)
- 2011: Tatort: Heimatfront
- 2012: Und weg bist du
- 2013: Tatort: Allmächtig
- 2014: Kafkas Der Bau
- 2014: Küstennebel
- 2015: Große Fische, kleine Fische
- 2015: Nord bei Nordwest – Der wilde Sven
- 2016: Der Usedom-Krimi: Engelmacher
- 2016: Zorn – Wie sie töten
- 2016: Polizeiruf 110: Dünnes Eis
- 2017: Der Usedom-Krimi: Trugspur
- 2017: Der Barcelona-Krimi: Über Wasser halten
- 2017: Der Barcelona-Krimi: Tod aus der Tiefe
- 2018: Das Joshua-Profil
- 2019: Dein Leben gehört mir
- 2020: Du sollst nicht lügen (Miniserie)
- 2021: Zero
- 2021: Herzogpark (Miniserie)
- 2022: Riesending – Jede Stunde zählt (TV-Zweiteiler)
- 2023: Tatort: Aus dem Dunkel
- 2024: Stubbe: Familie in Gefahr

## Auszeichnungen
2002
- Silberner Bär, Festival der Nationen, Austria für Notfall
- Corto web award, Arcipelago Film Festival, Rom, Italy für Notfall

2003
- Rüsselsheimer Kurzfilmtage Sonderpreis für Dienst
- Montreal World Film Festival Nominierung für Dienst
- Fantastisk Filmfestival Malmö Nominierung als bester Europäischer Kurzfilm für Dienst

2004
- Montecatini Film Festival, Italien, best film International Panorama für Dienst

2007
- Valladolid International Film Festival Official Selection, Golden Spike für Spielzeugland

2008
- Short Shorts Film Festival Tokio, Japan, audience award für Spielzeugland
- Friedrich-Wilhelm-Murnau-Stiftung short film award für Spielzeugland
- Bermuda International Film Festival, Bermuda Short Film Award für Spielzeugland
- Rhode Island International Film Festival, second place International Discovery Award für Spielzeugland
- Giffoni Film Festival, Italy, APEC Award in Gold für Spielzeugland
- Alpinale Vorarlberg, Austria, audience award für Spielzeugland
- Odense International Film Festival, Danmark, best children and youth film für Spielzeugland
- Alemeria en Corto, Filmfestival, Spanien, jury award & audience award für Spielzeugland
- Los Angeles Jewish Film Festival, USA audience award für Spielzeugland
- Palm Springs International ShortFest, USA, audience award für Spielzeugland
- Sedicicorto – International Film Festival Forli, Italy, Best short film für Spielzeugland
- Asheville Film Festival, USA, Best short film für Spielzeugland
- Victoria Independent Film Festival, Australia, Best short under 20 minutes für Spielzeugland
- Festival Internacional de Cortometrajes de Almería, audience award- and jury award für Spielzeugland

2009
- Oscar in der Kategorie Bester Kurzfilm für Spielzeugland
- Washington Jewish Film Festival, USA, audience award für Spielzeugland
- Kansas City Film Fest, USA, best narrative short für Spielzeugland
- Phoenix Film Festival, USA, world cinema best short für Spielzeugland
- Pittsburgh Jewish Film Festival, USA, audience award für Spielzeugland
- Hong Kong Jewish Film Festival, USA, audience award für Spielzeugland
- Rehoboth Film Festival, USA, audience award für Spielzeugland
- Villa Mare Film Festival, Italy, Publikumspreis für Spielzeugland
- Reno Film Festival, USA, best foreign film für Spielzeugland
- Portland International Film Festival, USA, audience award (second place) für Spielzeugland
- Lenola Film Festival, Italien, best film + „best Soundtrack“ für Spielzeugland
- Anchorage Film Festival, USA, audience award für Spielzeugland
- New Jersey Film Festival, USA, honorable mention für Spielzeugland
- Cleveland International Film Festival, USA, audience award für Spielzeugland
- San Diego Jewish Film Festival, USA, audience award für Spielzeugland

2013
- Bayerischer Fernsehpreis, beste Regie für Und weg bist du

2014
- Busan International Film Festival, Nominierung für Kafkas Der Bau
- Warsaw International Film Festival, Nominierung für Kafkas Der Bau

2016
- Jupiter Award, Nominierung für Kristina Klebe als beste Hauptdarstellerin in Kafkas Der Bau

2015
- Edinburgh International Film Festival, Nominierung für Kafkas Der Bau
- Shanghai International Film Festival, Nominierung für Kafkas Der Bau
- Neisse Film Festival, bestes Szenenbild für Kafkas Der Bau
- Bari International Film Festival, Nominierung für Kafkas Der Bau

2020
- Jupiter Award, Nominierung für Vladimir Burlakov als bester Hauptdarsteller Dein Leben gehört mir

2021
- Jupiter Award, Nominierung als beste Serie für Du sollst nicht lügen
- Bayerischer Fernsehpreis, Nominierung für Barry Atsma als bester Hauptdarsteller Du sollst nicht lügen
- Hessischer Fernsehpreis, Nominierung für Felicitas Woll als beste Hauptdarstellerin Du sollst nicht lügen

2022
- Blauer Panther, Nominierung für Lisa Maria Potthoff als beste Hauptdarstellerin Herzogpark

2023
- Jupiter Award, Nominierung für Heike Makatsch als beste Hauptdarstellerin Herzogpark
- Grimme-Preis, Nominierung für das beste Lichtdesign für Riesending – jede Stunde zählt
- Goldene Romy, Nominierung beste Kamera für Riesending – jede Stunde zählt

## Dokumentation
- Berliner Oscar-Hoffnung: Kurzfilm-Regisseur im Rennen um die Trophäe. Reportage, Deutschland, 2009, 3:55 Min., Produktion: Spiegel TV, Erstausstrahlung: 9. Februar 2009, online-Video bei spiegel.de
- Jochen Alexander Freydank, Regisseur und Oscar-Gewinner Interview auf Deutsche Welle TV mit Video